# Подсвет
Подсвет (също подсветка) е осветяването, необходимо за работата на течнокристалните екрани и дисплеи. Тъй като течните кристали не излъчват светлина, а само манипулират светлината, постъпваща от външен светлинен източник, се налага винаги да е наличен външен светлинен източник. В ранните етапи на серийните течнокристални екрани ролята на светлинен източник се поема от тънка луминесцентна лампа, светлинният поток от която се разпределя равномерно чрез система от планарни отражатели и разсейватели. На по-следващ етап вместо луминесцентна лампа, са внедрени светодиоди, чието основно предимство е по-високият КПД и съответно по ниската консумация на енергия на цялото изделие.